# 頭頓沉船
頭頓沉船是被发现於南海崑崙群島沿岸的一艘沉船，發現之處距越南頭頓市约100公里。該沉船是艘老閘船。 當時，一位正在捕魚的漁民撈到沉船中的大量陶瓷碎片，因此發現該沉船。在1990年，Sverker Hallstrom 完成該沉船及其上货物的鑑定。 澳大利亚籍潜水员 Michael Flecker 則负责其考古方面的挖掘行動。 一份關於其货物的分析報告推断该船是从中国航行到雅加达，船上瓷器已经由荷兰东印度公司在該地訂购並準備转运至荷兰。

## 货物
發現的货物总計有48288项，其中细緻的清朝景德鎮產蓝白色瓷器和其它文物已被復原。这些貨物中包括竹梳子、墨水瓶、镊子、骰子和菜肴。1992年，英国拍卖行佳士得选定28000块瓷片於阿姆斯特丹拍卖，其出售总金額為美元730万。 在越南的頭頓沉船博物馆拥有具代表性的所有文物的样本。余下的陶瓷則由 Sverker Hallstrom 和越南政府協調分配。

## 参看
- 沉船考古學
- 海洋打撈
- 會安沉船
- 的星號
- 中式帆船钻机

## 外部連結
- 头顿沉船货物圖像
- 越南其他复元沉船货物报告 （页面存档备份，存于）
- Khanhhoathuynga's collection Blog – An Asian art info blog （页面存档备份，存于）
- 来自海底的蓝色诱惑 记古代沉船上的中国瓷器 （页面存档备份，存于）